# Belmont-Tramonet
Belmont-Tramonet is een gemeente in het Franse departement Savoie (regio Auvergne-Rhône-Alpes) en telt 494 inwoners (2005). De plaats maakt deel uit van het arrondissement Chambéry.

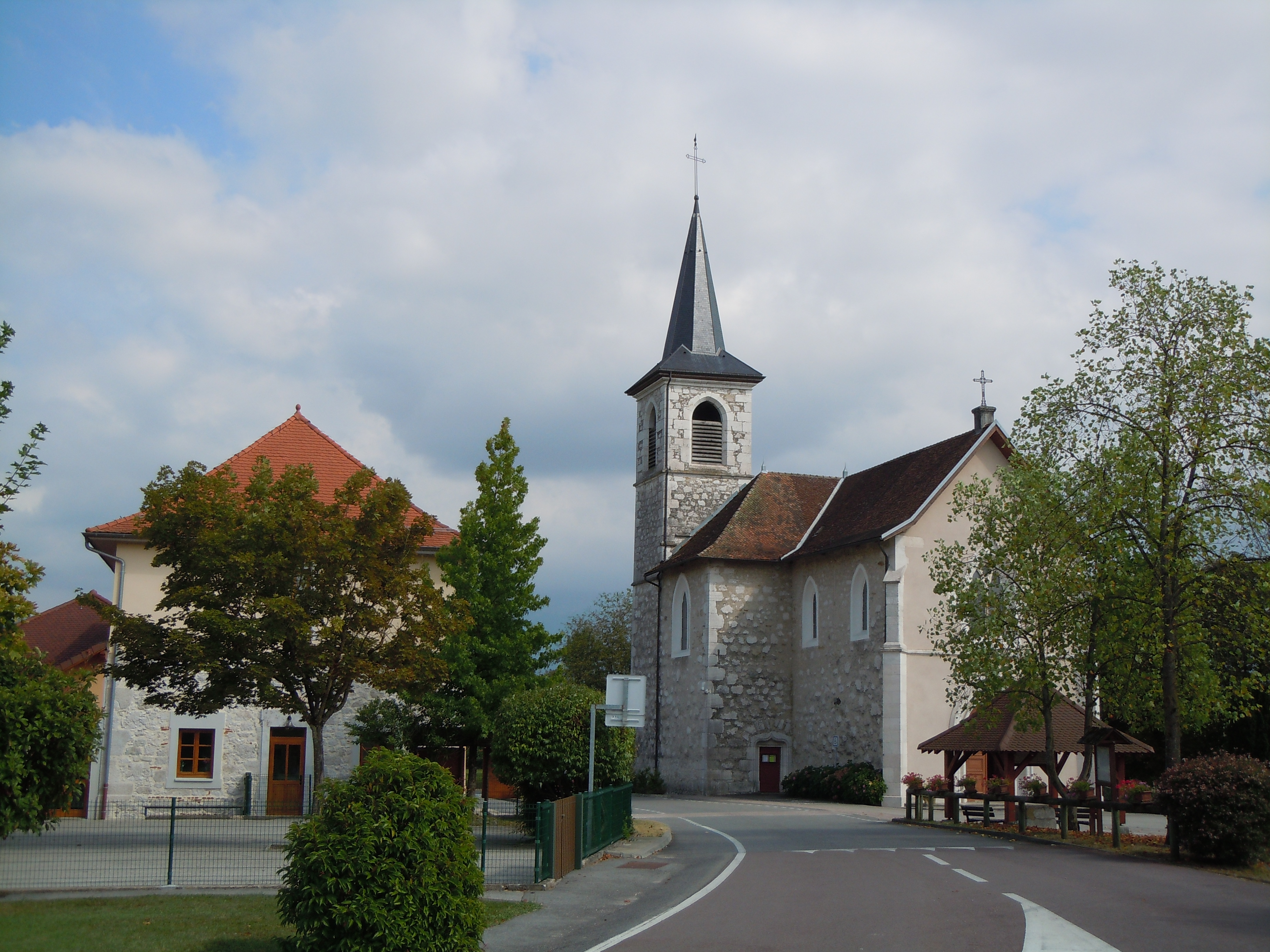
Belmont-Tramonet
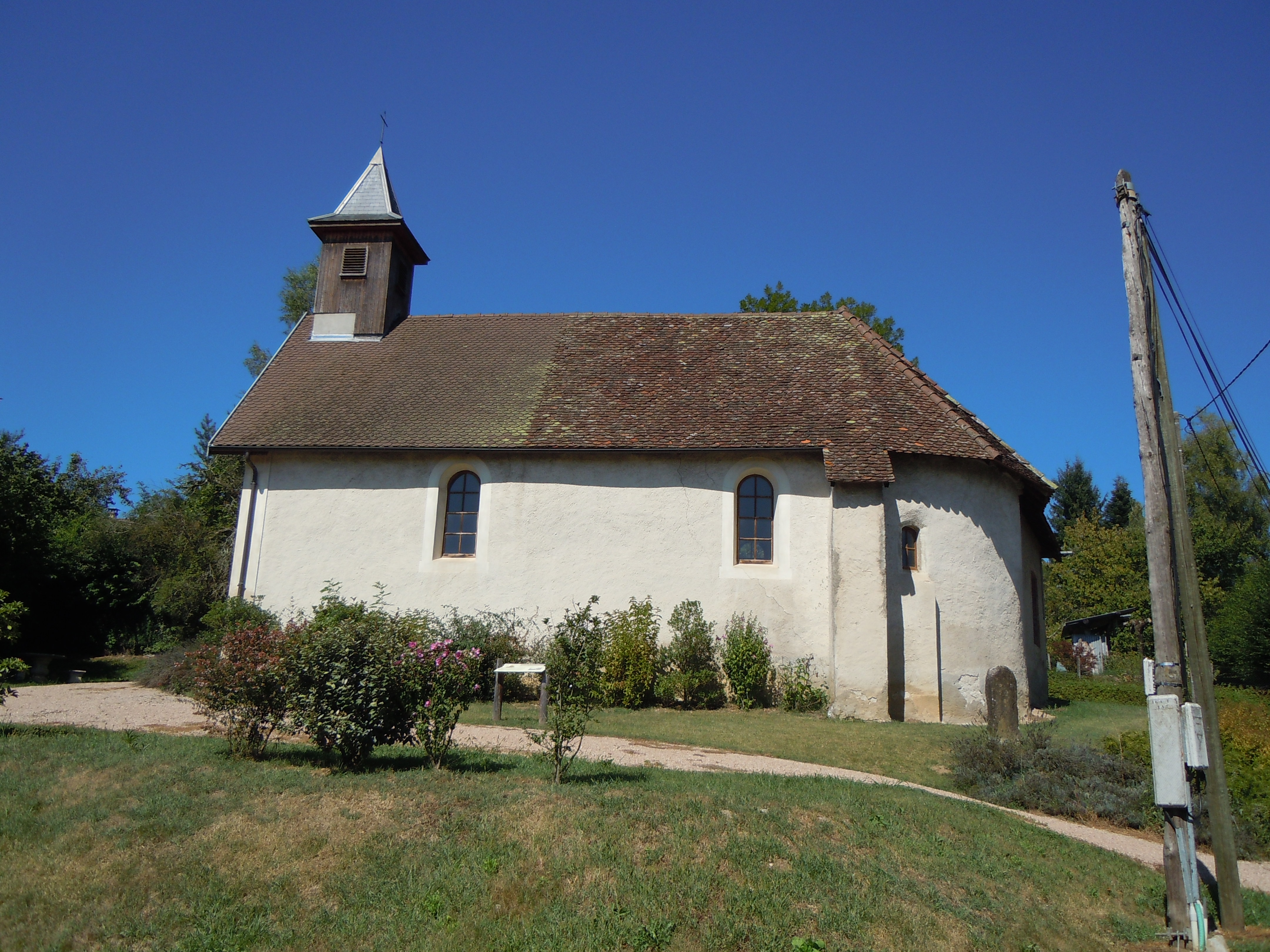
Kapel van Tramonet

## Geografie
De oppervlakte van Belmont-Tramonet bedraagt 5,5 km², de bevolkingsdichtheid is 89,8 inwoners per km².
De onderstaande kaart toont de ligging van Belmont-Tramonet met de belangrijkste infrastructuur en aangrenzende gemeenten.

## Demografie
Onderstaande figuur toont het verloop van het inwonertal (bron: INSEE-tellingen).